# Короткий список
Короткий список (англ. short list) — скорочений список бажаних кандидатів, які були відібрані для остаточного розгляду з довгого списку тих, хто претендує на нагороду, приз, премію, посаду, політичну позицію, тощо.
Короткий список формується внаслідок скорочення довгого списку (англ. long list) претендентів.
Довгі й короткі списки престижних кінематографічних, літературних та музичних премій, що публікуються в засобах масової інформації, дуже часто викликають широкий громадський резонанс і стають предметом жвавих дискусій.
Наприклад, у жовтні 2015 року редакція «ВВС Україна» оприлюднила довгі списки літературних премій: «Книга року ВВС-2015» та «Дитяча Книга року ВВС-2015».
7 грудня 2015 року «BBC Україна» оголосила короткі списки в номінаціях «Книга року BBC — 2015» та «Дитяча книга року BBC — 2015».
До короткого списку у номінації Книга року BBC — 2015, що обирався з 15 видань, увійшли такі твори: Юрій Винничук, «Аптекар»; Андрій Любка, «Карбід»; Василь Махно, «Дім у Бейтінґ Голлов»; Артем Чапай, «Понаїхали»; Валерій Шевчук, «Порослий кульбабами дворик».
До короткого списку у номінації Дитяча книга року BBC — 2015, що відбирався з-поміж 8 видань, увійшли такі твори: Андрій Бачинський, «140 децибелів тиші»; Оксана Лущевська, «Мені не потрапити до „Книги рекордів Гіннеса“»; Антон Сіяника, «Івасик Телесюк».
Переможці в обох номінаціях будуть оголошені 11 грудня.
У Вересні 2015 року Голова журі Букерівської премії Майкл Вуд оголосив Короткий список нагороди — шістьох претендентів на отримання премії у 2015 році.
Як правило, найвідомішими особами у короткому списку є ті, хто досяг добрих успіхів серед претендентів довгого списку. Проте, часте попадання до довгого списку може навіть зашкодити претендентові, якщо йому ніколи не вдається стати переможцем у короткому списку.